# لويس غوردون
لويس غوردون (بالإنجليزية: Lewis Gordon) هو فيلسوف أمريكي، ولد في 1962 في جامايكا.

## وصلات خارجية
- الموقع الرسمي